# رسائل بولس

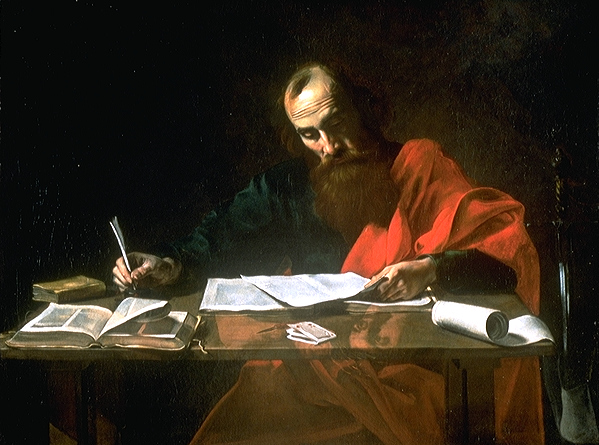

رسائل بولس، هي 14 سفرًا في العهد الجديد، تتألف من رسائل تُنسب إلى بولس الرسول، على الرغم من أن نسبة بعضها إلى بولس محل نزاع مثل الرسالة إلى العبرانيين التي لا تحتوي علي اسمه. هذه الرسائل من لأقدم الوثائق المسيحية. حيث أنها توفر نظرة ثاقبة في المعتقدات والخلافات من المسيحية المبكرة، من القرن السادس عشر نما شك ضد تأليف بولس لبعض الرسائل. يتفق معظم الباحثين على أن بولس كتب حقًا سبعة من رسائل بولس، بينما يشك الباحثون في أربعة من الرسائل التي تحمل اسم بولس مثل: أفسس، وتيموثاوس الأولى، وتيموثاوس الثانية، وتيتوس. أما الرسالة إلي العبرانيين فيجزم أغلب الباحثين بعدم نسبتها إلى بولس.
شمل رسائل القديس بولس الرسول 100 إصحاح، كما تعطي الكنيسة مكانة هامة لرسائله نظرًا لأهميتها في التعليم فوضع آباء الكنيسة أن يُقرأ فصلًا من رسائل القديس بولس في القداس الإلهي بالإضافة إلي قراءة أجزاء من الرسائل كجزء من الطقس الكنسي لعديد من الأسرار الكنسية مثل سر المعمودية، سر مسحة المرضي، وسر الزيجة، وحتى أيضًا في صلوات الجناز.

## الرسائل المنسوبة لبولس في العهد الجديد
1. الرسالة إلى أهل روما
2. الرسالة الأولى إلى أهل كورنثوس
3. الرسالة الثانية إلى أهل كورنثوس
4. الرسالة إلى أهل غلاطية
5. الرسالة إلى أهل أفسس
6. الرسالة إلى أهل فيلبي
7. الرسالة إلى أهل كولوسي
8. الرسالة الأولى إلى أهل تسالونيكي
9. الرسالة الثانية إلى أهل تسالونيكي
10. الرسالة الأولى إلى تيموثاوس
11. الرسالة الثانية إلى تيموثاوس
12. الرسالة إلى تيطس
13. الرسالة إلى فليمون
14. الرسالة إلى العبرانيين